# Beornia
Beornia is een geslacht van vliesvleugeligen uit de familie Eulophidae. De wetenschappelijke naam van dit geslacht is voor het eerst geldig gepubliceerd in 1975 door Hedqvist.

## Soorten
Het geslacht Beornia omvat de volgende soorten:
- Beornia brevigaster Boucek, 1988
- Beornia femorata Hedqvist, 1975